# Адамско училище
Адамското училище (на гръцки: Δημοτικό σχολείο) е училищна сграда в село Адам, Халкидики, Гърция, част от Йерисовската, Светогорска и Ардамерска епархия.
Каменната сграда е построена на централния площад на селото в 1900 година. Представлява двуетажна сграда с арки на колони. Ръбовете и арките са от дялани квадратни оцветени камъни. В сградата е настанен Музей на старогръцките, византийските и поствизантийските музикални инструменти.
В 1982 година храмът е обявен за паметник на културата.